# Icar Air
Icar Air ist eine bosnische Fluggesellschaft mit Sitz in Tuzla und Basis auf dem Flughafen Tuzla.

## Unternehmen
Icar Air wurde 2000 gegründet und führt Fracht- oder Charterflüge zwischen Sarajevo und der italienischen Adria-Küste durch.

## Flotte
Mit Stand Juli 2022 besteht die Flotte der Icar Air aus drei Flugzeugen.
| Flugzeugtyp | Anzahl | bestellt | Anmerkungen |
| ----------- | ------ | -------- | ----------- |
| Let L-410   | 1      |          |             |
| Gesamt      | 1      | -        |             |

Zuvor betrieb sie eine Boeing 737-300, die 2010 an Air Bishkek ging.